# Maschinen- und Armaturenfabrik Steinle & Hartung

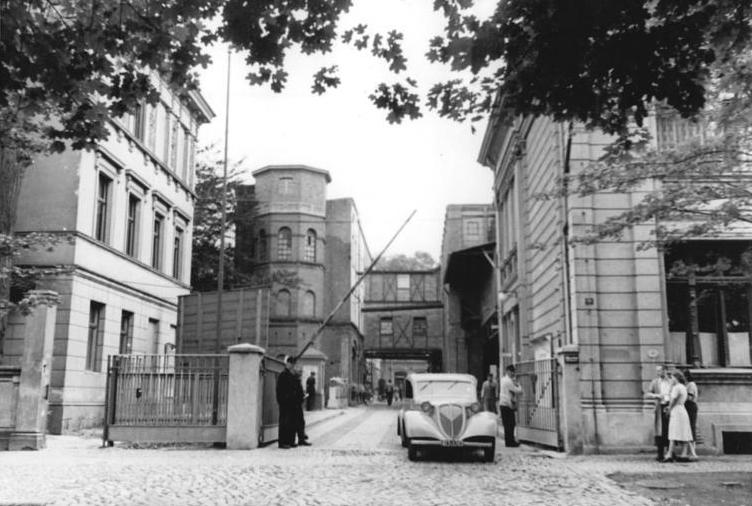
Werkseingang, Klopstockweg 10 (re.) und 12, dahinter Fabrikgebäude (1950)

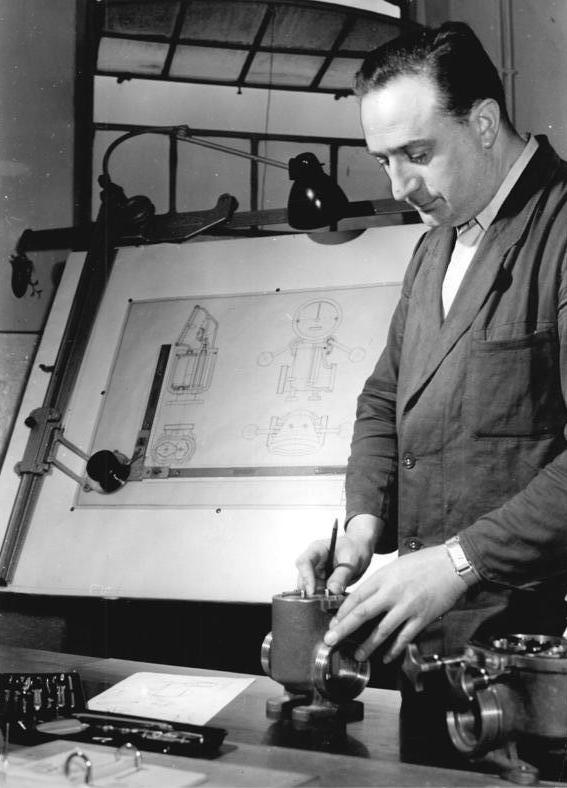
Betriebsmittelkonstrukteur Werner Müller mit Muster eines neuen Milchdurchlaufzählers, daneben bisheriger Zähler (1961)

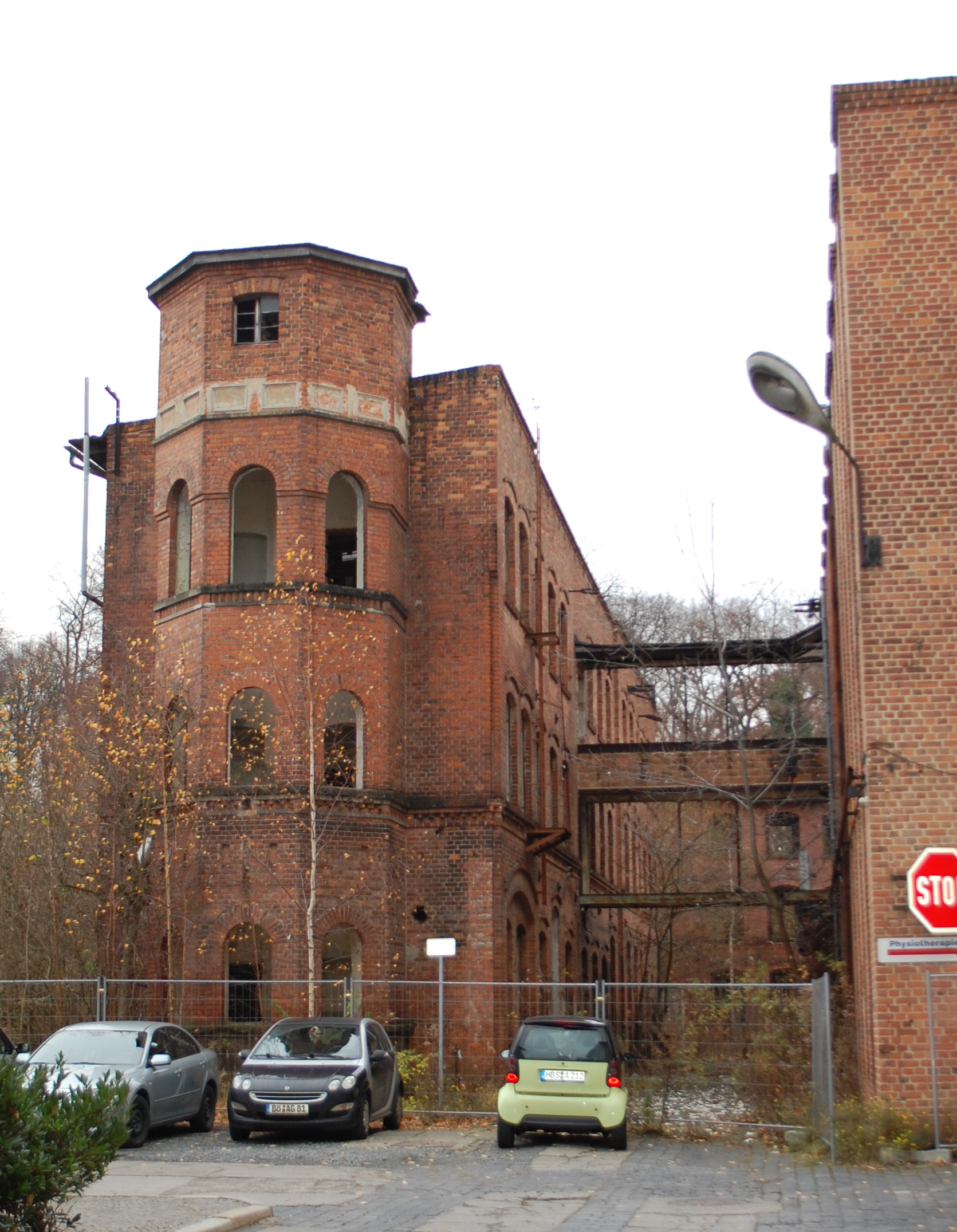
Fabrikgebäude hinter dem Werkseingang (2012)

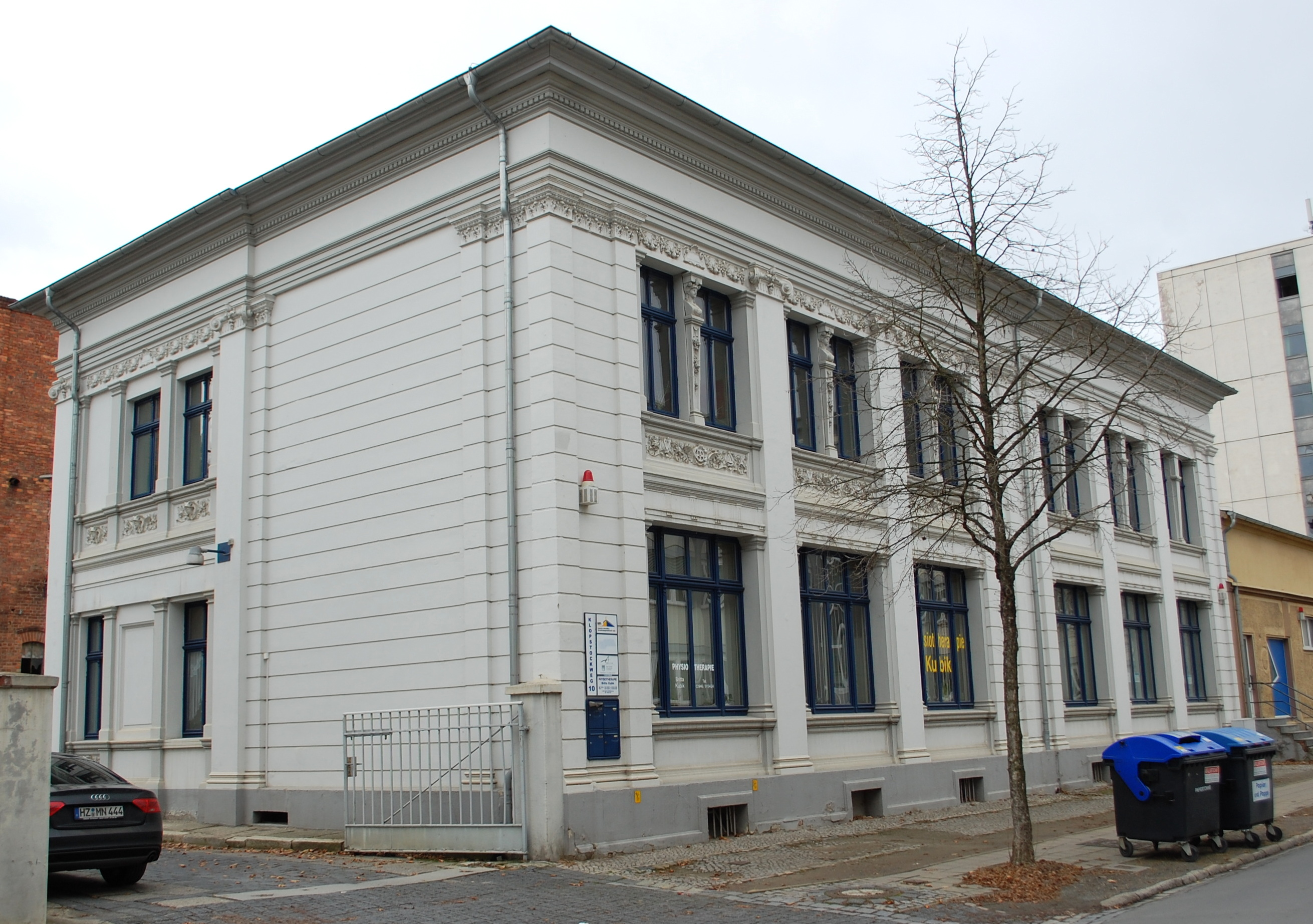
Klopstockweg 10 (2012)

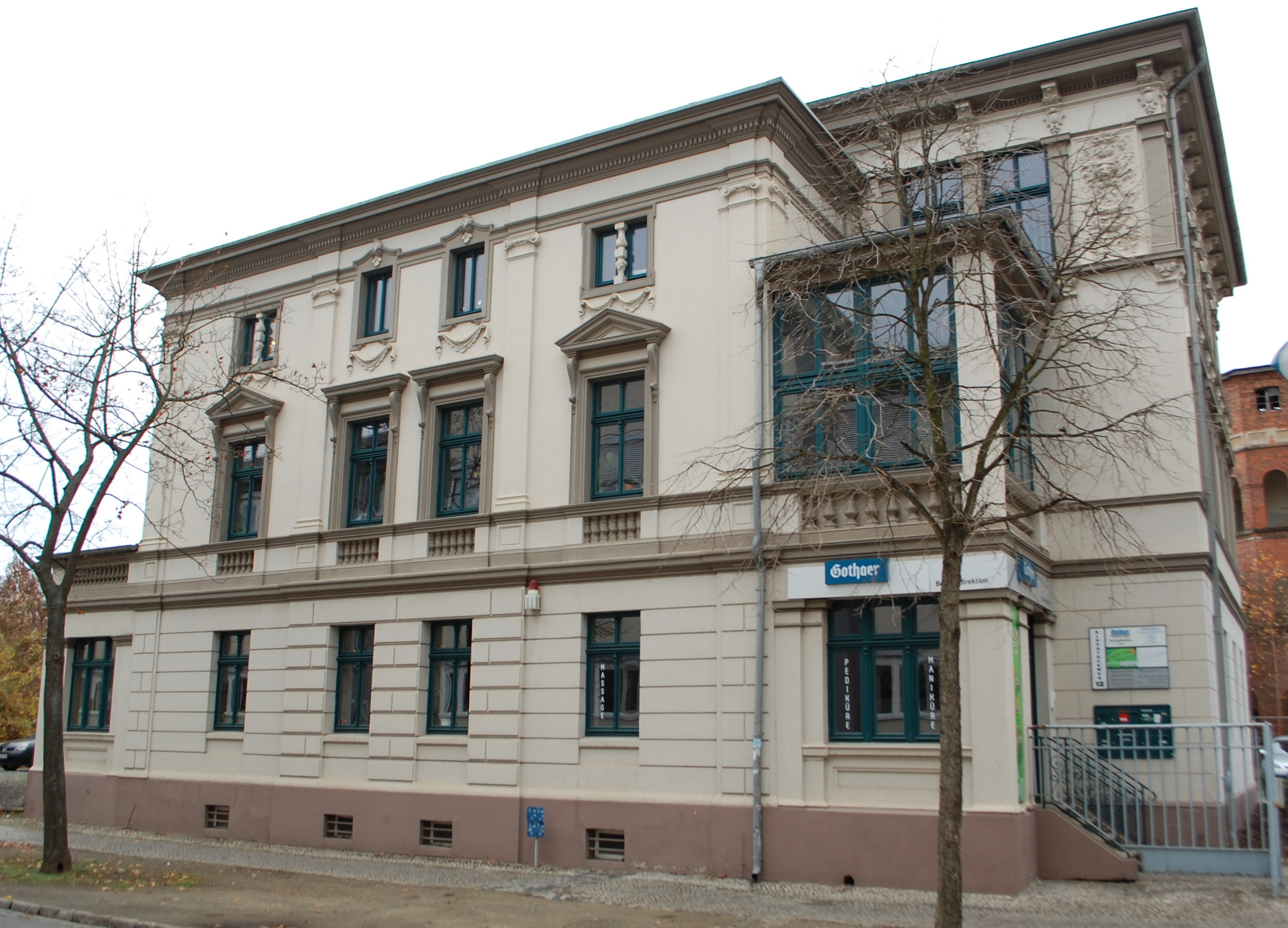
Klopstockweg 12 (2012)

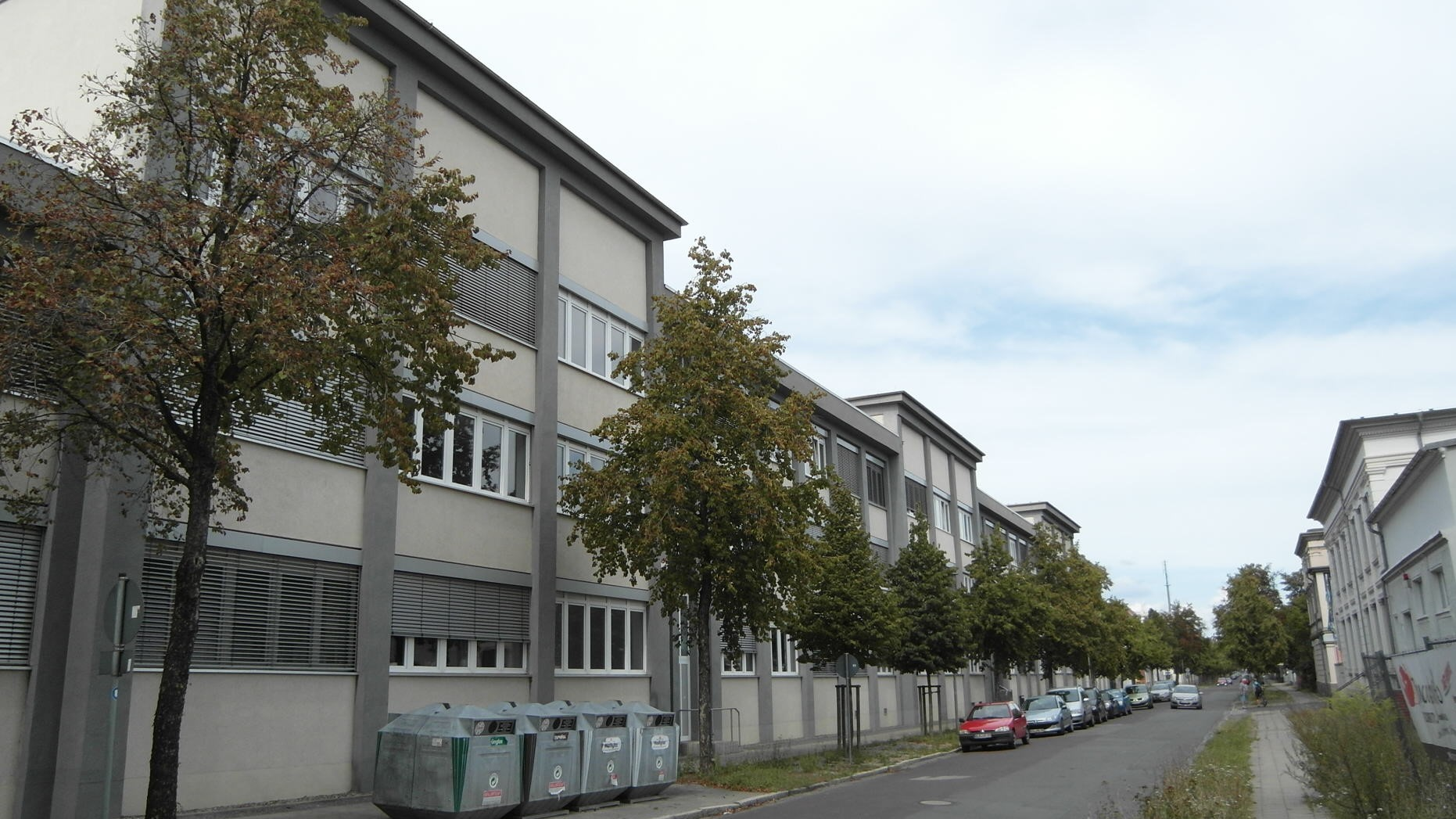
Klopstockweg, vom ehemaligen Produktionsgebäude zum überregionalen Finanzamt (2017)

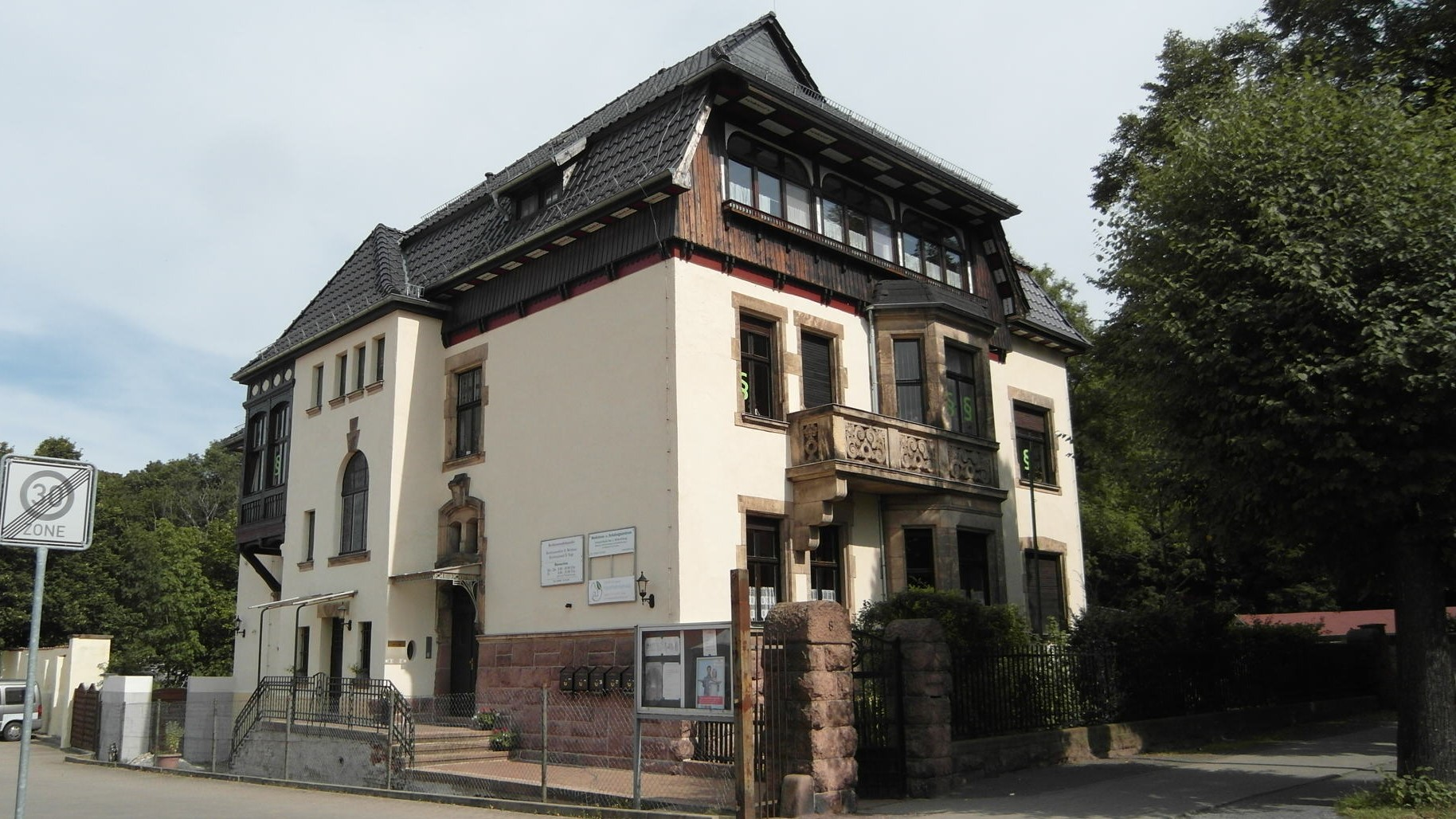
Sanierte Fabrikantenvilla in der Stresemannstraße 8 (2017)

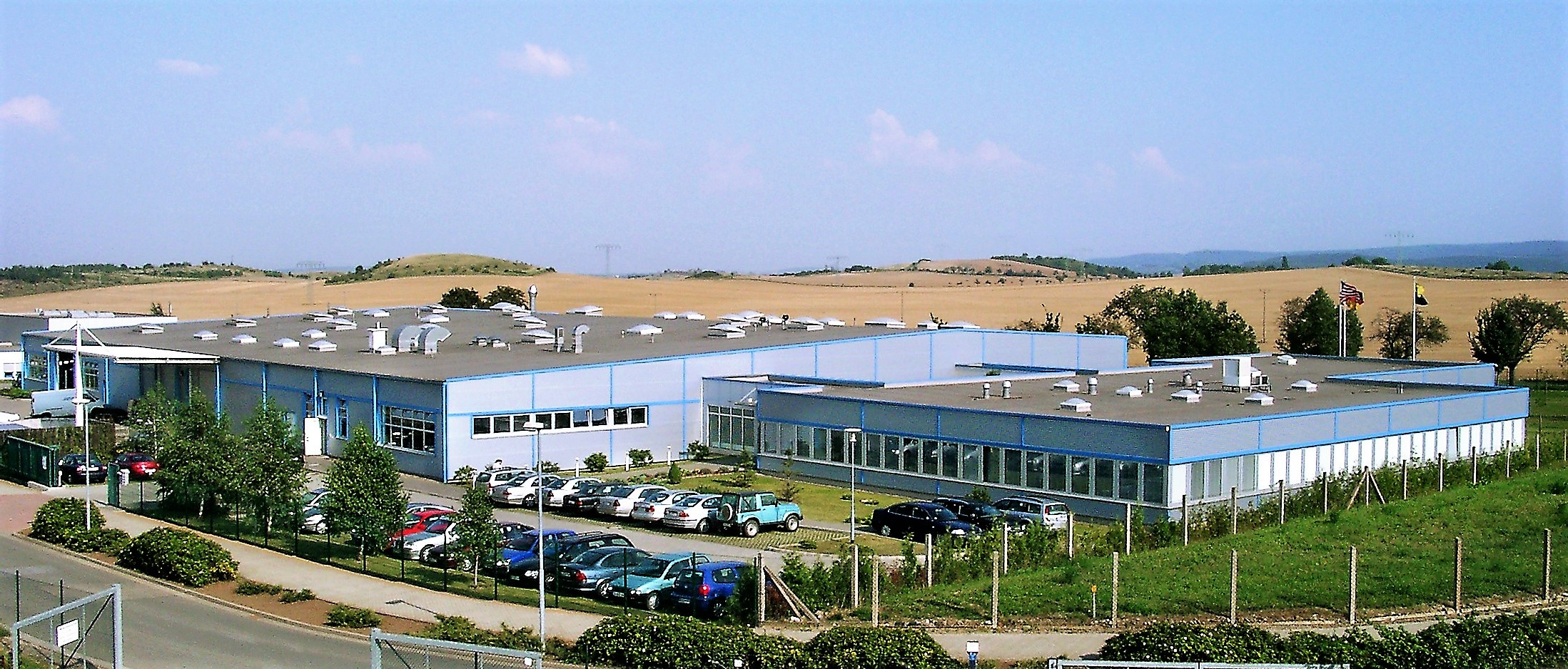
Maxitrol Thale, Frontansicht

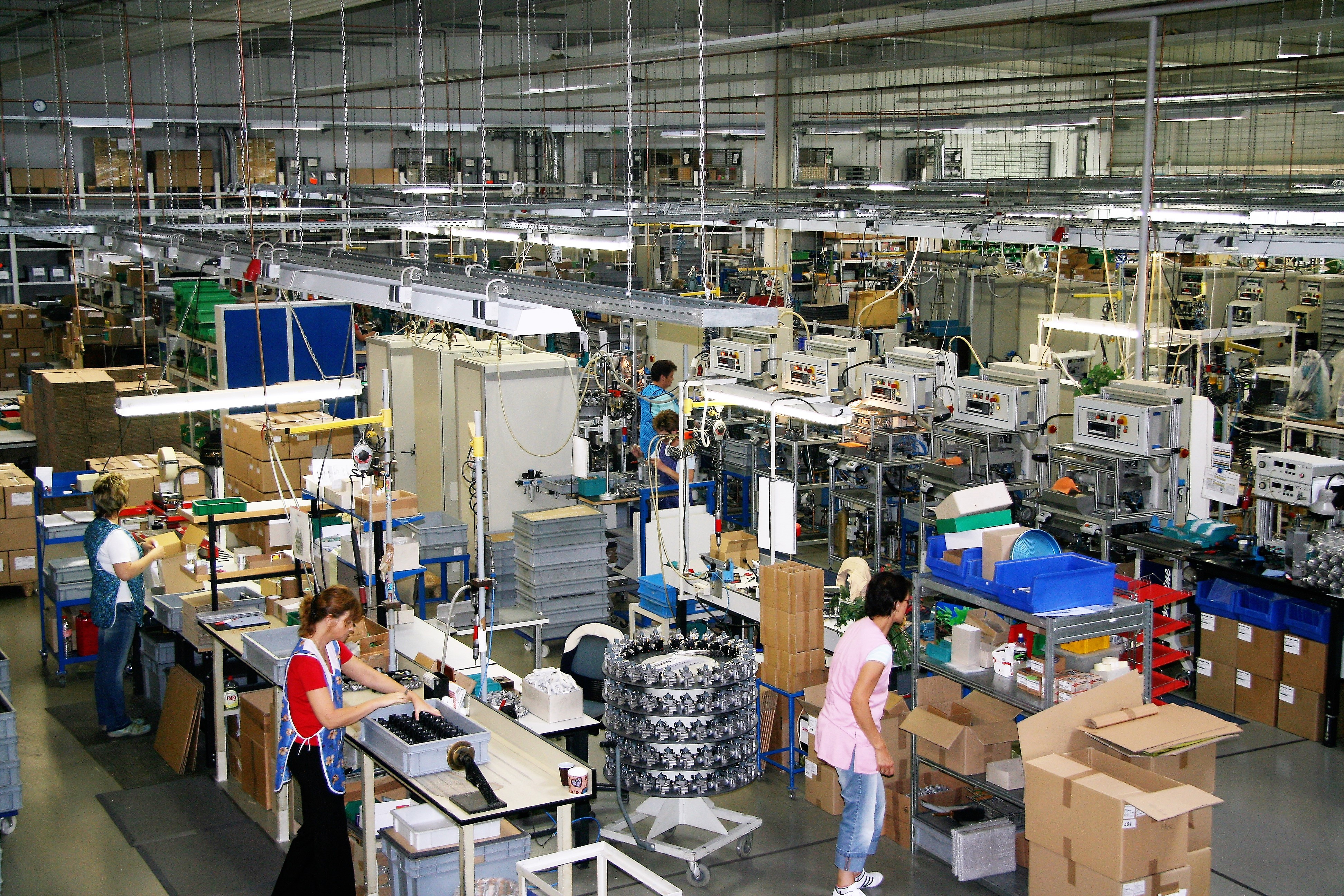
Maxitrol Thale, Montagebereich

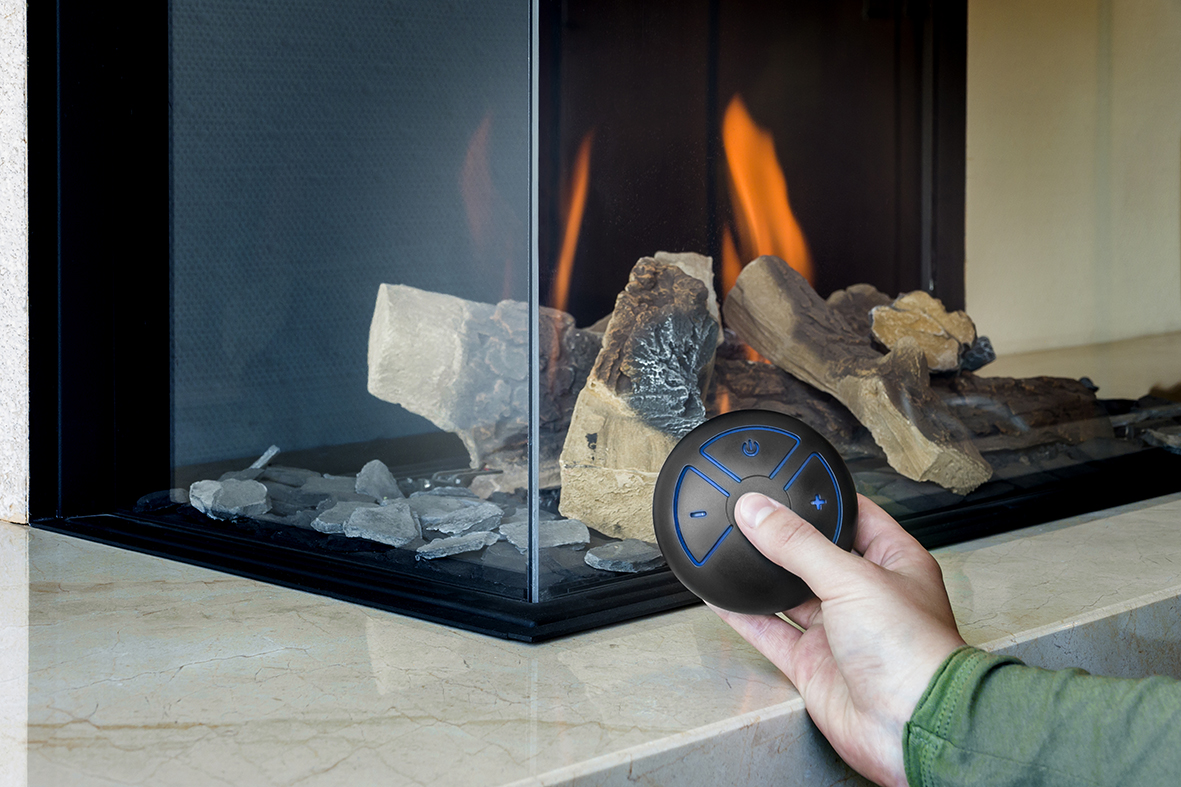
Gaskamin mit Fernbedienung The Puck von Maxitrol

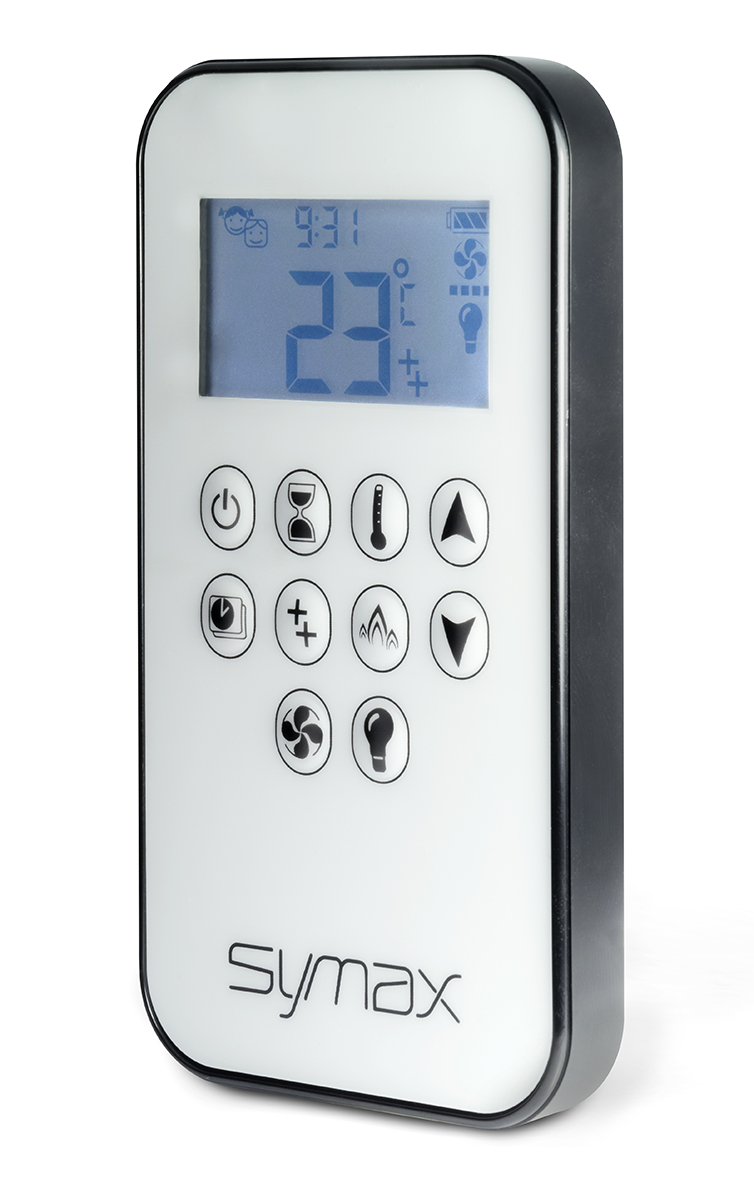
Fernbedienung Symax von Maxitrol für Gaskamine

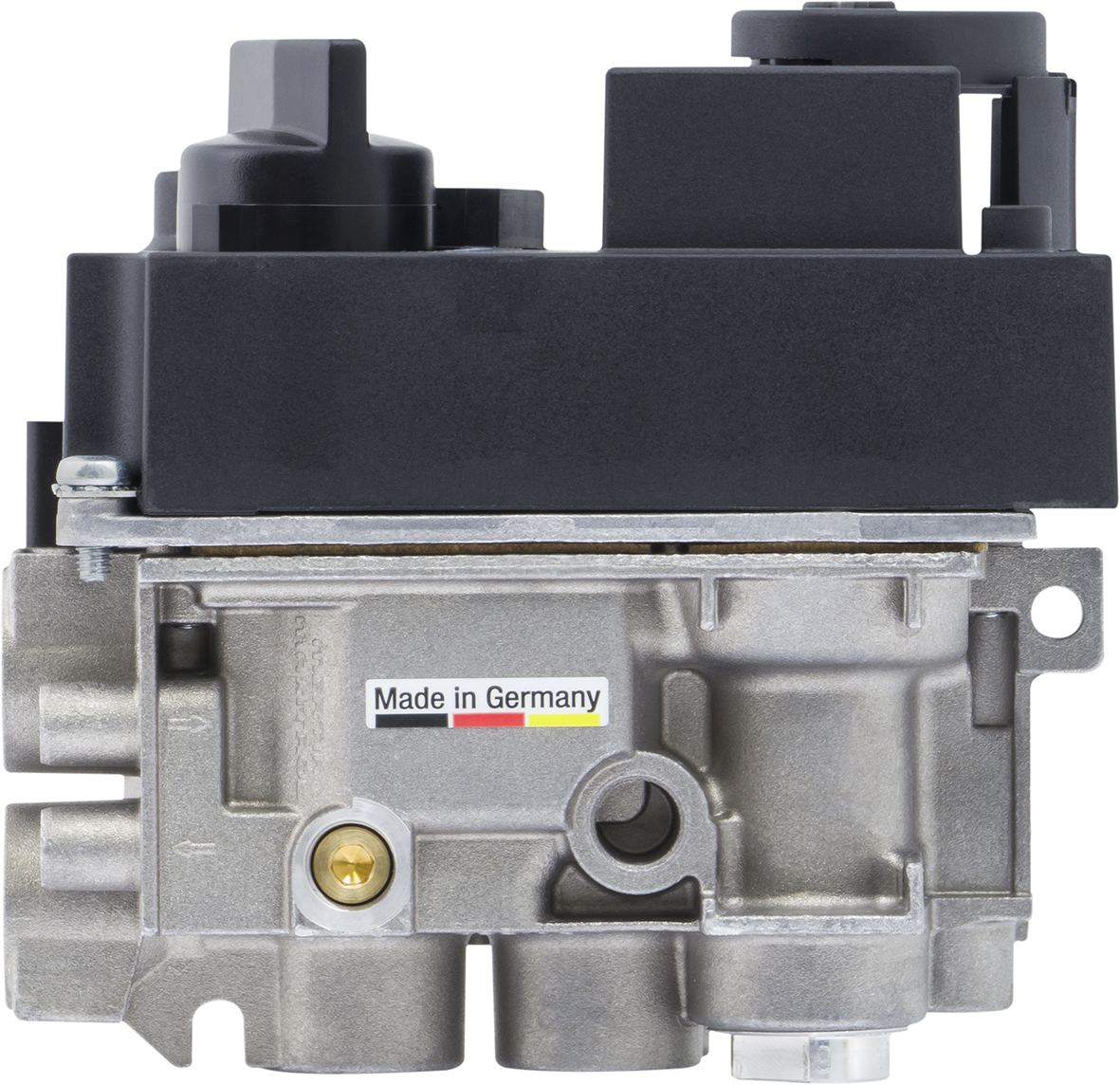
Gasventil von Maxitrol, Produkt GV60 für Gaskamine

Die Maschinen- und Armaturenfabrik Steinle & Hartung war eine im 19. Jahrhundert gegründete Armaturenfabrik in Quedlinburg in Sachsen-Anhalt. Die Fabrik hatte sich zum  größten Unternehmen in der Stadt entwickelt. Der in Teilen erhaltene Gebäudekomplex steht unter Denkmalschutz. Die Traditionslinie des Unternehmens wurde während der DDR-Zeit durch das Messgerätewerk Quedlinburg und danach durch Mertik Quedlinburg fortgeführt, seit 1993 durch das in Thale im Landkreis Harz ansässige Unternehmen Mertik Maxitrol und seit 2020 durch Maxitrol.

## Lage
Die historische Fabrikanlage befindet sich an der Adresse Klopstockweg 10 im Quedlinburger Stadtteil Süderstadt südlich der Quedlinburger Innenstadt auf der Rückseite des Bahnhofs. Der heutige Betrieb Maxitrol ist in der Warnstedter Straße 3 in Thale ansässig.

## Firmengeschichte und Architektur
Das Unternehmen wurde am 1. April 1877 vom Ingenieur Otto Steinle und vom Geschäftsmann Hermann Hartung gegründet. Anfänglich wurden 14 Mitarbeiter beschäftigt und Armaturen und Messgeräte für Dampfmaschinen und Dampfkessel produziert. Ab diesem Zeitpunkt entstanden auch die noch heute teilweise vorhandenen Gebäude auf dem ehemaligen Betriebsgelände. Die straßenseitigen Wohn- und Verwaltungsbauten wurden im Stil eines klassizistischen Neobarock gestaltet. Die südlich hiervon befindlichen Fabrikationsgebäude befinden sich heute (Stand 2012) überwiegend in einem ruinösen Zustand. Die Anlage ist im Quedlinburger Denkmalverzeichnis eingetragen.
Ein erstes Patent erhielt Steinle 1878 für einen indirekten Drehzahlregler. Zunächst wurden Ventile, Pumpen und Kappen für den Bau von Lokomotiv-Motoren entwickelt und gebaut. Zumindest ab 1886 wurden Dampfpumpen, Druckregler, Fernthermometer, Pyrometer, Schmierapparate und Quecksilber-Thermometer hergestellt. 1892 nahm man die Produktion von Manometern auf. Im Jahr 1898 arbeiteten etwa 200 Mitarbeiter im Betrieb, darunter viele Mechaniker und Schlosser. Herrmann Hartung verließ in diesem Jahr das Unternehmen und gründete ein ähnliches Werk im Rheinland. Noch vor 1900 verfügte das Werk über eine eigene Gießerei sowie eine Modelltischlerei.
Dampfentwässerungsapparate, Wasserstandsanzeiger und Zugmesser entstanden ab 1900, Dampfpfeifen 1902. 1903 erhielt man ein Patent für ein im Falle eines Rohrbruchs selbstständig absperrendes Ventil. Um 1900 nahm man den Bau von Temperaturregelungen auf. Am 22. Mai 1908 meldete man hierfür ein neues Patent an, das für die Entwicklung des Unternehmens von besonderer Bedeutung war. Das Patent umfasste ein mit einem Flüssigkeits/Gasgemisch gefülltes Kapillarrohrsystem, das Temperaturungenauigkeiten des zuvor eingesetzten Verfahrens vermied.
In der Zeit nach dem Ersten Weltkrieg geriet das Unternehmen in finanzielle Schwierigkeiten, da der Firmeninhaber bei Spekulationsgeschäften erhebliche finanzielle Verluste erlitten hatte. 1936 wurden nur noch 175 Menschen beschäftigt. Die dann aufkommende neue Technik der Pneumatik bot dem Unternehmen jedoch neue Chancen. Nach nur drei Jahren war die Zahl der Beschäftigten auf 234 angestiegen. Neben pneumatischen Einrichtungen hatte man auch die Fertigung von elektrischen Messgeräten aufgenommen. Während des Zweiten Weltkriegs war das Unternehmen als Zulieferbetrieb für die Rüstungsindustrie tätig. Im Werk arbeiteten 500 Menschen, darunter auch Kriegsgefangene aus Belgien, Frankreich und Italien.
Zum 1. August 1946 wurde das Unternehmen in eine Sowjetische Aktiengesellschaft umgewandelt und damit Eigentum der Sowjetunion. Es gehörte zur Sowjetischen Aktiengesellschaft für Gerätebau Pribor - Zweigniederlassung Deutschland. 1946 wurde im Werk das bronzene Quedlinburger Siegesdenkmal eingeschmolzen. 1950 wurde das Werk als Meßgerätewerk Quedlinburg an die DDR übergeben.
Das Unternehmen wurde dann Volkseigener Betrieb und als VEB Mertik fortgeführt. Von 1953 bis 1964 entstanden für das Werk neue Produktionsbauten in Stahlbeton-Skelettbauweise im Gebiet zwischen Klopstockweg und dem Bahnhofsgelände. Etwa 2.600 Menschen waren im Unternehmen tätig, davon circa 2.200 in Quedlinburg. Noch bis in die 1960er Jahre wurde ein großer Teil der im Werk betriebenen Maschinen mittels Transmissionsriemen von einer aus der Zeit vor dem Ersten Weltkrieg stammenden Dampfmaschine angetrieben. Die Verschrottung dieser Anlage erfolgte 1972.
Die Produktpalette war umfangreich und umfasste Erzeugnisse für unterschiedliche Branchen. Ein wichtiger Bereich war die Zulieferung zur Fahrzeugindustrie. So wurden Fahrtenschreiber, Kühlwasserthermometer und -regler, Öldruckmanometer und Tachometer hergestellt. Ein weiterer Schwerpunkt waren Bauteile für die Kältetechnik. Neben Druck- und Differenzdruckschaltern sowie Temperaturschaltern wurden auch thermostatische Einspritzventile und Einspritzventile für Kältemittel hergestellt. Die zur Herstellung erforderlichen Metall-Wellschläuche und Metallfaltenbälge (Wellrohre) wurden im Werk speziell entwickelt und selbst hergestellt.
Weitere Produkte waren verschiedenste Druck- und Temperaturregler, Niveauregler, pneumatische Regler, Fallbügelregler und elektrische Anzeige- und Registriergeräte. In sehr hohen Stückzahlen wurden Regler für Heizungsanlagen gefertigt. Auch Thermostate für Kühlmöbel, Steuerungen für Waschautomaten und Regler für Gasheizer stellten einen größeren Teil des Produktionsumfanges dar.
Die Herstellung erfolgte zum Teil als Fließbandfertigung. Teile der Fertigung wurden im Laufe der Zeit in andere Betriebe ausgelagert.
1971 wurde für die Dreherei eine aus Aluminium gefertigte Halle errichtet. In den Jahren 1975 bis 1978 wurde für den Betrieb am Quedlinburger Klopstockweg ein siebengeschossiges Hochhaus als Produktionsgebäude errichtet. Im Jahr 1977 wurde eine Traglufthalle als Materiallager auf dem sogenannten Brockenblick aufgestellt. 1982 folgte der Bau einer großen Halle am Jungfernhohlweg. Im Werk wurden insgesamt 3.500 Mitarbeiter beschäftigt.
Im Zuge der Deutschen Wiedervereinigung kam Mertik zum Vermögensbestand, der von der Treuhandanstalt verwaltet wurde. Die Treuhand sah ursprünglich die Liquidation des Unternehmens für das Jahresende 1991 vor. Nach fast zwei Jahre andauernden Verhandlungen kaufte 1993 die in Michigan in den USA ansässige Unternehmerfamilie Koskela Teile des Unternehmens. Am 1. Mai 1993 wurde das seit 1990 als Mertik Regelungstechnik GmbH geführte Unternehmen neu organisiert und als Mertik Maxitrol GmbH & Co. KG mit Sitz in Thale fortgeführt. Geschäftsführer wurde Larry C. Koskela, als sein Prokurist wirkte der Diplomingenieur und ehemalige Cheftechnologe von Mertik Gerd Möhring. Ab 1993 wurde nach und nach die Herstellung von Produkten aufgegeben, die nicht zum Kernbereich der Geschäftstätigkeit gehörten. So wurde die Produktion von Waschmaschinensteuerungen, industriell genutzten Druck- und Temperaturschaltern, Thermoregeleinrichtungen für Reedereien und Fernwärme sowie Heizkörperthermostate eingestellt. 
Die Familie Koskela siedelte aus den USA nach Thale über. In Thale wurde ein neues Firmengebäude errichtet und im November 1997 eingeweiht. Im November 2020 erfolgte die Umbenennung des Unternehmens von Mertik Maxitrol GmbH & Co. KG zu Maxitrol GmbH & Co. KG, Geschäftsführer sind Larry C. Koskela und Bonnie Kern-Koskela.
Gemeinsam mit der USA-Partnerfirma Maxitrol Company gehört das Unternehmen zu den Weltmarktführern im Bereich bestimmter Geräte im Gasbereich. Es werden Gas-Mehrfachstellgeräte, Gasdruckregler, elektronische Gasmodulationsgeräte, Gasfilter, Gassteckdosen, Gas-Wasserarmaturen und Gassicherheitsprodukte produziert. Das Unternehmen verfügt über mehr als 250 Patente in 30 Ländern. 80 % des Absatzes geht in den Export in 45 Länder. Niederlassungen des Unternehmens befinden sich in Senden (Westfalen), Southfield in Michigan (USA) und Abercynon in Großbritannien.
Im Unternehmen in Thale sind im Jahre 2020 etwa 180 Mitarbeiter beschäftigt. Der Umsatz beträgt rund 17 Millionen Euro pro Jahr, wobei er durch hohe Exporte zu etwa 80 % außerhalb Deutschlands erzielt wird. Das Unternehmen ist auch weiterhin im Bereich der Produktentwicklung tätig. Ungefähr 15 % der Belegschaft sind in der Forschung und Entwicklung beschäftigt. Bereits kurz nach der Übernahme im Jahr 1993 begann das Unternehmen, viele seiner früheren Produkte zu überarbeiten und weiterzuentwickeln. Im Jahre 2020 stammen mehr als 98 % des Umsatzes von Maxitrol (EU) aus Produkten, die seit der Gründung im Jahr 1993 entwickelt wurden, zudem hält das Unternehmen über 50 Patente in 15 Ländern.